# Fabio Strinati
Fabio Strinati (* 19. Januar 1983 in San Severino Marche) ist ein italienischer Lyriker, Pianist, Komponist und Aphoristiker. Er publizierte in Literaturzeitschriften und in italienischen Independent-Verlagen. Ein Teil seiner Gedichte wurde in mehrere Sprachen übersetzt und in zweisprachigen Buchausgaben oder Print- und Onlinemedien publiziert.

## Leben
Mit 15 Jahren brach Strinati die Schule ab und begann in einem Kabelwerk zu arbeiten. Neben der Erwerbstätigkeit bildete er sich hauptsächlich autodidaktisch weiter und befasste sich intensiv mit der Philosophie von Pierre-Joseph Proudhon. Er beschäftigt sich mit regionalen Dialekten und Minderheitensprachen, ist Mitarbeiter der italienischen Zeitschrift Etnie und der Literaturzeitschrift El Ghibli. Strinati ist Pianist und Komponist und arbeitete mit dem Pianisten Fabrizio Ottaviucci zusammen. Als Esperantist bringt er auch Texte in Esperanto heraus.
Literarisch debütierte Strinati 2014 mit dem Gedichtband Pensieri nello scrigno. Nelle spighe di grano è il ritmo. Im Herbst 2015 war das Buch Gegenstand einer Leseinszenierung der Schauspielerin Maria Rosaria Omaggio im Teatro Lo Spazio in Rom. Seither erschien eine Reihe von Lyrik- und Aphorismusbänden. Einige der Texte wurden in Printmedien und Online-Zeitschriften veröffentlicht, etwa in Il Segnale, Il Grandevetro, Erba d’Arno und 451 Via della Letteratura, della Scienza e dell’Arte. Der katalanische Lyriker und Linguist Carles Duarte i Montserrat übersetzte Gedichte von Strinati ins Katalanische, der österreichische Autor Klaus Ebner ins Deutsche. Strinati veröffentlichte mehr als zehn Bücher mit Lyrik und Aphorismen in italienischen Independent-Verlagen. Texte wurden unter anderem ins Kroatische, Albanische, Bosnische, Spanische und Englische übertragen.
Fabio Strinati lebt in Esanatoglia in der Provinz Macerata in den Marken.

## Werke
- Saggio sulla poesia. Coordinate di fondo; Essay F. Strinati/I. Truzzi, Edizioni Segreti di Pulcinella, Florenz 2023
- Epitaffi torbosi di un epigrafista affetto da tanatofobia; Lyrik, Universitalia Editore, Rom 2023, ISBN 978-8832936674
- I quaderni del canto; Lyrik, Universitalia Editore, Rom 2023, ISBN 978-8832936858
- Gestazione; Lyrik, Edizioni il Foglio, Piombino 2023, ISBN 978-8876069413
- La resistenza del cuore; Lyrik, Universitalia Editore, Rom 2023, ISBN 978-8832937169
- Canovaccio di malinconia. Astinenza d'amore, prego, un dramma; Lyrik, Universitalia Editore, Rom 2023, ISBN 978-8832937206
- Nel bosco e di preghiere; Lyrik, Universitalia Editore, Rom 2022, ISBN 978-8832935431
- Dagli Appennini al Tirreno; Lyrik F. Strinati/G. Lupi, Edizioni Il Foglio, Florenz 2022, ISBN 978-8876068959
- Nel tempio del buon Dio; Lyrik, Antipodes casa editrice, Palermo 2022, ISBN 979-1280057730
- Un processo mistico a tratti magico a metà tra un destino erotico e un arrivo trasgressivo; Aphorismen, Edizioni Segreti di Pulcinella, Florenz 2022, ISBN 978-1471611261
- Nei cinque sensi e nell'alloro; Lyrik, Edizioni Il Foglio, Piombino 2021, ISBN 978-8876068713
- L'infatuazione nel Gargano esteta; Lyrik, Transeuropa Edizioni, Massa 2021, ISBN  979-1259900241
- Notturni; Lyrik, Edizioni Il Foglio, Piombino 2021, ISBN 978-8876068850
- Girotondo ipocondriaco; Lyrik, Porto Seguro Editore, Florenz 2021, ISBN 978-8855468435
- Aforismi in un baule; Aphorismen, Edizioni Segreti di Pulcinella, Florenz 2021, ISBN 978-1-6780-5248-5
- Nella valle d'Itria il sole e l'oro; Lyrik, Nuova Palomar Editore, Bari 2021, ISBN 978-88-99601-47-8
- Frugale trasparenza; Lyrik/Gebet, Edizioni Segno, Tavagnacco 2020, ISBN 978-88-9318-563-9
- Anime tranciate (Fabio Strinati / Italo Truzzi); Lyrik, CTL Editore Livorno, Livorno 2020, ISBN 978-88-3387-242-1
- Oltre la soglia, uno spiraglio (Fabio Strinati / Massimo Acciai Baggiani); Lyrik, italienisch und esperanto, Edizioni Segreti di Pulcinella, Florenz 2020, ISBN 978-1-716-73434-2
- Obscurandum; Lyrik, Fermenti Editrice 2020, ISBN 978-88-94978-29-2
- La Calabria e una pagina; Lyrik, Meligrana, Tropea 2020, ISBN 978-88-6815-348-9
- Toscana-Venezia solo andata; Lyrik, Calibano, Novate Milanese 2020, ISBN 978-88-94992-71-7
- Lungo la strada un cammino; Lyrik, Transeuropa, Massa 2019, ISBN 978-88-31249-07-2
- Discernimento atrabile; Lyrik, Macabor, Francavilla Marittima 2019, ISBN 978-88-85582-75-0
- Concertino per melograno solista ; Lyrik, italienisch und spanisch Apollo Edizioni, Bisignano 2019, ISBN 978-88-31202-00-8
- Quiete; Haikus, Ass. Culturale Il Foglio, Piombino 2019, ISBN 978-88-7606-775-4
- Sguardi composti… e un carosello di note stonate (Fabio Strinati / Italo Truzzi); Lyrik, Apollo Edizioni, Bisignano 2018, ISBN 978-88-94921-38-0
- L'esigenza del silenzio (Fabio Strinati / Michela Zanarella); Lyrik, La Mezzelane Casa Editrice, Santa Maria Nuova 2018, ISBN 978-88-3328-026-4
- Aforismi scelti. Vol.2; Aphorismen, Ass. Culturale Il Foglio, Piombino 2017, ISBN 978-88-7606-717-4
- Al di sopra di un uomo; Lyrik, Ass. Culturale Il Foglio, Piombino 2017, ISBN 978-88-7606-657-3
- Dal proprio nido alla vita; Lyrik, Ass. Culturale Il Foglio, Piombino 2016, ISBN 978-88-7606-640-5
- Un'allodola ai bordi del pozzo; Lyrik, Ass. Culturale Il Foglio, Piombino 2015, ISBN 978-88-7606-591-0
- Pensieri nello scrigno. Nelle spighe di grano è il ritmo; Lyrik, Ass. Culturale Il Foglio, Piombino 2014, ISBN 978-88-7606-527-9

## Diskographische Hinweise
- L'attesa, sperimentale/alternativo, 2020, Alberto Nemo (voce e musica); testi di Fabio Strinati, MayDay.
- Chiaroscuro Estemporaneo, 2021, Fabio Strinati, pianoforte, Ema Vinci Records.
- Per un flebile impulso ogni singola nota nel taccuino promemoria, 2021, pianoforte, RadiciMusic Records.
- Sette brani di bosco, armoniosamente malinconici, e alcune meste gaiezze nel suono d'autunno, 2022, pianoforte, RadiciMusic Records.
- Otto brani facili per i bambini ucraini, 2022, pianoforte, RadiciMusic Records.
- I nastri della cantina, 2022, pianoforte ed elettronica, Ema Vinci Records.
- Improvvisazioni notturne della malinconia in fase di accordatura Beyer, 2022, pianoforte, RadiciMusic Records.
- I colori del vino e una foglia di Bacco, 2023, pianoforte, RadiciMusic Records.
- Epitaffi torbosi. Sei brani tascabili per pianoforte e contrabbasso, 2023, Fabio Strinati e Raffaele Barbaresi, RadiciMusic Records.